# 卢新铭

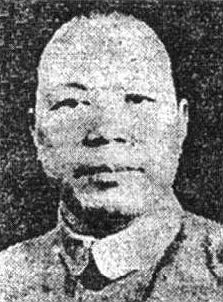
卢新铭

卢新铭（1886年—1951年），字慕汤，福建长汀河田人，中华民国大陆时期福建军阀。1930年—1949年，间断割据长汀一带。

## 生平
卢新铭生于清光绪十二年（1886年）。其父原为轿夫，后在长汀县城以抬轿为业并兼营小店。因父亲地位卑微，卢新铭年少离家，混迹江湖。后得知同乡郭锦棠在永安、沙县、归化、将乐一带发展武装，成为帮会首领，后被北洋军阀收编，官至旅长，遂前往投靠。不久便获得郭锦棠的信任，被任命为营长。
1920年，卢新铭率部驱逐盘踞永安的詹凯、王国礼两个营，进城后纵兵抢掠，强征捐款，又强令各乡种植罂粟以熬制鸦片，农户若拒绝，即遭捆打，轻则致残，重则丧命。他以残酷手段统治永安，不仅搜刮民财自肥，还大量向郭锦棠进贡，深得其器重。
1924年，郭锦棠暴亡，部下数名团长争权夺位，皆意图继任旅长。卢新铭为自保利益，笼络旅中闽西籍官兵，拥立郭锦棠之弟郭凤鸣。郭凤鸣原为糕饼店学徒，无军事素养，仅凭兄长的势力才当上团长。卢新铭为郭凤鸣出谋划策，助其争得北洋军第四方面军总司令周荫人支持，击退竞争者，成功继任旅长，卢新铭亦由营长升任团长。
1926年冬，北伐军东路军在何应钦指挥下由粤东进军闽西，郭凤鸣、卢新铭商议后判断大势已去，遂打开沙县城门投降，郭凤鸣得以保住旅长职务。不久，卢新铭因未获归化县警备区司令之职而怨恨郭凤鸣，趁部队北上邵武之际，率部投奔闽北军阀卢兴邦。因与其无亲无故，未被重用。
1927年，郭凤鸣部回防汀州，于汀属各县招兵扩军。郭凤鸣主动拉拢卢新铭，表示既往不咎。卢新铭厌倦寄人篱下的生活，再度归附时任福建省防军第二混成旅中将旅长的郭凤鸣。卢新铭任补充团团长。
1929年3月，毛泽东、朱德率红四军由江西瑞金首次入闽，抵达长汀四都。郭凤鸣派兵阻击，败退。14日，红军于长汀城南的胜华山歼灭郭凤鸣部主力2000余人，郭凤鸣也在此丧命。卢新铭率残部逃至上杭，自封旅长。同年9月，朱德指挥红四军与上杭赤卫队攻克上杭，卢新铭部被歼灭大半，仅携少数随从由汀江乘船逃脱，再投卢兴邦。
1930年，卢新铭任闽西剿匪前敌指挥第一支队司令，驻宁化、清流、永安一带，专责围剿红军。1935年，升任第五十二师第六旅旅长，积极推行“烧光、杀光、抢光”政策，残害闽西苏区群众，获南京国民政府军事委员会颁发一等三级国花奖章，并获陆军少将军衔。
抗战爆发后，卢新铭挂名福建省运输公司汀州办事处经理，操控汀江航运，设卡抽捐，勒索商旅。1947年，中国国民党筹备召开国民大会，卢新铭与三青团福建省团部总干事戴仲玉竞选长汀选区代表。他收买人心，操控选票，指使爪牙枪杀民政科长，致使监票县长逃离，最终当选。
1949年4月，解放军发起渡江战役，国民党政权在南方崩溃。5月，傅柏翠、李汉冲、练惕生等在闽西发动起义，卢新铭反而加紧守备长汀。6月，他被朱绍良委任为福建省第七行政督察区行政督察专员，国民党当局从厦门空运给他机枪12挺、子弹1万余发、银元1万余元。下旬，闽西义勇军第一挺进队进攻长汀，卢新铭求援于胡琏兵团，反扑闽西义勇军，造成100余人死伤。8月—9月，胡琏兵团南逃后，解放军闽粤赣边纵队（长汀）独立第七团进入长汀县南部的乡村，建立政权。卢新铭得讯后，派1000余名士兵分三路“清剿”，杀死独立第七团副政委罗欣等9人，沿途烧杀掠夺，仅涂坊一地即毁民居大片，财产损失超过1万元。10月中旬，独立第七团与闽西义勇军易启基部合围长汀城，卢新铭在兵临城下之际，于16日致电解放军将领魏金水、刘永生宣布起义，但拒绝部队入城接管。18日，解放军第四野战军一百四十四师的两个支队自瑞金抵达，卢新铭才缴械投降。解放军准其保留两支手枪和两名卫士，保证其全家性命和财产安全。然而卢新铭于26日夜，纠集旧部陈鸟根等20余人潜逃至清流、永安，妄图复起。不久，卢新铭被捕。1951年，经人民法庭公审后，卢新铭在长汀被处决。